# Mystacella rufata
Mystacella rufata là một loài ruồi trong họ Tachinidae.